# Loivos da Ribeira
Loivos da Ribeira ist ein Ort und eine ehemalige Gemeinde im Norden Portugals.
Loivos da Ribeira gehört zum Kreis Baião im Distrikt Porto. Die Gemeinde hatte eine Fläche von 2,5 km² und 480 Einwohner (Stand 30. Juni 2011).
Am 29. September 2013 wurden die Gemeinden Loivos da Ribeira und Tresouras zur neuen Gemeinde União das Freguesias de Loivos da Ribeira e Tresouras zusammengefasst. Loivos da Ribeira ist Sitz dieser neu gebildeten Gemeinde.